# Jochen Mühlenbrink
Jochen Mühlenbrink (* 1980 in Freiburg im Breisgau) ist ein deutscher Maler.
Mühlenbrink lebt und arbeitet in Düsseldorf und Oldenburg. Sein Werk ist in zahlreichen Ausstellungen im In- und Ausland zu sehen: z. B. Bundeskunsthalle, KIT, Kunsthalle Osnabrück. Seine Arbeiten befinden sich in privaten und öffentlichen Sammlungen: z. B. G2 Kunsthalle, Deutsche Bundesbank, Stadtmuseum Oldenburg.

## Leben
- 2001–2007: Studium der freien Kunst an der Kunstakademie Düsseldorf[2]
- 2007: Akademiebrief und Meisterschüler von Markus Lüpertz[3]

## Ausstellungen (Auswahl)
2023
- „LAN WP“,  isart gallery, Taipei, Taiwan

2021
- „solo“, Gerhard Hofland, Amsterdam
- „duo“ (mit Gioele Amaro), Gether Contemporary, Copenhagen

2020
- „Jochen Mühlenbrink“[4] mit David Czupryn, Kunstmuseum Solingen
- „Review“[5], davidbehning galerie, Düsseldorf
- „Dawn“[6], ASPN, Leipzig

2019
- „FOG“[7], Gerhard Hofland, Amsterdam, Netherlands

2018
- „Falz. Malerei“[8], Stadtmuseum Oldenburg
- „Falz. Painting“[9], De Groen Fine Art Collection, Arnhem
- „Falz III“[10], ASPN, Leipzig

2017
- „Afterimage“[11], ASPN, Leipzig

2016
- „Vertuschen. Malerei“, Gmünder Kunstverein, Schwäbisch Gmünd

2015
- „CLP Rapid“[12], KunstHalle Cloppenburg

2014
- „Stroke Hold“[13], ASPN, Leipzig
- „Asche“[14], Gerhard Hofland Gallery, Amsterdam

2013
- „FRAGIL. Bilder einer Ausstellung“, Morat-Institut für Kunst und Kunstwissenschaft, Freiburg
- „FRAGIL - Bilder einer Ausstellung“[15], Kunsthalle Wilhelmshaven
- „Pola Void“[16], Gerhard Hofland, Amsterdam

2012
- „66. Internationaler Bergischer Kunstpreis“ (mit Leunora Salihu), Kunstmuseum Solingen und National-Bank, Wuppertal

2011
- „ROHSTOFF“, Hofland & Aschenbach Galleries, Amsterdam

2010
- „Förderpreis für Malerei der OEVO“, Stadtmuseum Oldenburg
- „Mal Heur“, FRISCH, Halle am Wasser, Berlin
- „Van Bommel Van Dam Prijs“, Museum Van Bommel Van Dam, Venlo

2009
- „Rücksicht“, Kunstverein Heppenheim
- „Selection – Einblicke in die Sammlung“, Museum Biedermann, Donaueschingen
- „The Unforgettable Fire, 25 jaar Torch Gallery“, Kunsthalle Rotterdam
- „Inventur - Zeitgenössische Radierung in Deutschland“, Kunstmuseum Pablo Picasso Münster
- „Stauraum“, Galerie Tatjana Pieters, Gent

2008
- „Inventur - Zeitgenössische Radierung in Deutschland“, Kunstverein Reutlingen
- „Perspektiven heutiger Malerei“[17], Deutsche Bundesbank, Frankfurt
- „Stillleben“, Tatjana Pieters Gallery, Gent
- „Asphalt“, Galerie Rupert Pfab, Düsseldorf

2007
- „Tollwut“, OneTwenty Gallery, Gent
- „KunststudentInnen stellen aus“, Bundeskunsthalle Bonn
- „Hotel Kerberos“, Kunst im Tunnel, Kunsthalle Düsseldorf
- „Triband“ (mit Martin Schepers und Gereon Krebber), KunstKlub Berlin
- „J-pics vs. mpegs“ mit Martin Denker, Torch Gallery, Amsterdam
- „Neuschnee“, Galerie Rupert Pfab, Düsseldorf

2006
- “Sachliche Romanze”, OneTwenty Gallery, Gent
- „IKE“, Kulturbahnhof Eller, Düsseldorf
- „Sommergewitter - Malerei und Zeichnung aus Düsseldorf und Berlin“ Galerie Ferdinand-Ude, Gelsenkirchen
- „Begegnungen“, Kunst- u. Diakonieverein Wehr-Öflingen, Stadthalle Wehr

2005
- „Naked Cities“, The Agency Contemporary, London und OneTwenty Gallery, Gent
- „Gleiche Augenhöhe – Malerei aus Deutschland“, Galerie Frank Schlag, Essen
- „Blicksang“, Galerie Ferdinand-Ude, Gelsenkirchen
- 14. Deutsche Internationale Grafik-Triennale, Kunstverein Frechen

2004
- Emprise Art Award, NRW-Forum für Kultur und Wirtschaft, Kunstpalast Düsseldorf, Museum Baden, Solingen
- Förderpreisausstellung, Lovells, Düsseldorf (Preisträger)

## Publikationen
- JM, hrsg. Kunstmuseum Solingen. Monografie mit Textbeiträgen von Dr. Thomas A. Lange und Moritz Scheper. Kettler Verlag, Dortmund, 2020, ISBN 978-3-86206-820-3 (deutsch/englisch)
- Falz. Malerei 2014–2018, hrsg. Stadtmuseum Oldenburg und De Groen Collection, Arnhem. Monografie mit Textbeiträgen von Andreas von Seggern, Thomas Hirsch und Rainer Bessling. Radius-Verlag, Stuttgart, 2018, ISBN 978-3-87173-038-2. (deutsch/englisch)
- FRAGIL. Bilder einer Ausstellung, hrsg. Morat-Institut, Freiburg und Kunsthalle Wilhelmshaven. Monografie mit Textbeiträgen von Viola Weigel und Christian Malycha. Radius-Verlag, Stuttgart, 2013, ISBN 978-3-87173-947-7 (deutsch/englisch)
- ROHSTOFF, hrsg. Stadtmuseum Oldenburg, Germany und De Groen Collection, Arnhem. Monografie mit Textbeiträgen von Andreas von Seggern, Thomas Hirsch und Rainer Bessling. Radius-Verlag, Stuttgart, 2018, ISBN 978-3-87173-038-2. (deutsch/englisch)
- Kunstmuseum Solingen (Hrsg.): „66. Bergischer Kunstpreis“ Katalog anlässlich der Preisverleihung und Ausstellung vom 15. Juni – 9. September 2012 im Kunstmuseum Solingen, Juni 2012
- Jochen Mühlenbrink. Rohstoff, Katalog anlässlich der Einzelausstellung vom 19. März – 23. April 2011 bei Hofland & Aschenbach Galleries, Amsterdam, Radius-Verlag, Stuttgart, 2011, ISBN 978-3-87173-915-6.
- Verbrechen und Bild, Katalog zu den gleichnamigen Ausstellungen in Wiesbaden, Mainz und Villingen-Schwenningen. Textbeiträge von Bazon Brock, Felix Ensslin, Peter Forster, Friedemann Hahn, Alexander Losse, Manfred Peckl und Wendelin Renn (Hrsg.). Revolver Publishing, Berlin, 2011, ISBN 978-3-86895-163-9.
- Bilder am Sonntag, Elf mit Öl übermalte Fotografien und Collagen. In: Das Plateau. Die Zeitschrift im Radius-Verlag, Stuttgart, Nr. 124, April 2011, ISBN 978-3-87173-348-2.
- Laster. Malerei. Monografie mit einem Text von Siegfried Gohr, Radius-Verlag, Stuttgart, 2010, ISBN 978-3-87173-348-2. (deutsch/englisch)
- Museum van Bommel van Dam (Hrsg.): Van Bommel Van Dam Prijs 2010. (Katalog anlässlich der Ausstellung vom 6. Juni – 6. September 2009 im Museum Van Bommel van Dam), Venlo
- Kulturstiftung der Öffentlichen Versicherungen Oldenburg (Hrsg.): Jochen Mühlenbrink – Förderpreises Malerei 2010. (Katalog zur Ausstellung vom 19. April – 16. Mai 2010 im Stadtmuseum Oldenburg) Oldenburg, 2010
- Kunstverein Reutlingen, Graphikmuseum Pablo Picasso, Münster (Hrsg.): Inventur – Zeitgenössische Radierungen in Deutschland. Modo Verlag, Freiburg i.Br. 2008, ISBN 978-3-937014-56-2, S. 154–155.
- Hotel Kerberos. In: Lido. Das Magazin von KIT – Kunst im Tunnel. Düsseldorf, 2007, S. 45.
- Aqua Planen. Zehn Aquarelle. In: Das Plateau. Die Zeitschrift im Radius-Verlag, Stuttgart, Heft 112, April 2009, ISBN 978-3-87173-412-0, S. 23–39.
- Asphalt. (Ausstellungskatalog anlässlich der Ausstellung Jochen Mühlenbrink, „Asphalt“, 5. September bis 11. Oktober 2008 in der Galerie Rupert Pfab) Düsseldorf, 2008. Galerie Rupert Pfab (Hrsg.)
- Jochen Mühlenbrink. Eine Ausstellung aus der Reihe Perspektiven heutiger Malerei. Frankfurt am Main 2008. Deutsche Bundesbank (Hrsg.)
- Sommergewitter. Malerei und Grafik aus Berlin und Düsseldorf. Verlag der Galerie Ferdinand-Ude, Gelsenkirchen 2006, ISBN 3-9809968-3-2, S. 30–36. Galerie Patricia Ferdinand-Ude (Hrsg.)
- The Unforgettable Fire – 25 years TORCH Gallery (zur gleichnamigen Ausstellung in der Kunsthal Rotterdam 30. Mai bis 6. September 2009). Alkmaar, ISBN 978-90-8699-059-7, S. 141, 170–173. Art Unlimited (Hrsg.)
- 18. Bundeswettbewerb des Bundesministerium für Bildung und Forschung, (Katalog anlässlich der Ausstellung in der Kunst- und Ausstellungshalle der BRD, Bonn vom 9. Februar bis 11. März 2007). Bonn, 2007. Bundesministerium für Bildung und Forschung (Hrsg.)
- IVX. Deutsche Internationale Grafik-Triennale Frechen (Katalog zur Ausstellung vom 28. August bis 9. Oktober 2005 im Kunstverein Frechen). Frechen, 2005. Kunstverein Frechen (Hrsg.)
- Begegnungen. Wehr-Öflingen, 2006, ISBN 3-00-018601-8, S. 222, 223. R. Valenta, U. Fischer, J. Stockmeier i. A. Kunst und Diakonie e. V. Wehr-Öflingen, der Evang. Landeskirche Baden, des Diakonischen Werkes Baden und der Stadt Wehr (Hrsg.)